# 15e étape du Tour d'Italie 2019
Pour un article plus général, voir Tour d'Italie 2019.
La 15e étape du Tour d'Italie 2019 se déroule le dimanche 26 mai 2019, entre Ivrée et Côme, sur une distance de 232 km.

## Parcours
Après 160 kilomètres de routes parfaitement plates, le parcours atteint Pusiano et Asso, descend vers Onno jusqu'au pied de l'ascension du Ghisallo. La route est large et monte en épingles jusqu'à Maglio avant Colma di Sormano puis le parcours descend vers Nesso et longe les rives du lac vers Côme. Après la montée sévère du Civiglio, avec des pourcentages régulièrement au-dessus des 10 %, les coureurs redescendent vers Côme pour l'arrivée.

## Déroulement de la course
Le peloton, composé de 149 coureurs, passe le km 0 à 11 h 26. Après une grosse bagarre dans les premiers kilomètres, deux hommes finissent par s'extirper du peloton et comptent plus d'un quart d'heure d'avance : Mattia Cattaneo et Dario Cataldo. Le peloton est longtemps conduit par les Movistar avant que Mitchelton-Scott ne prenne les commandes et accélère l'allure à une vitesse moyenne de 44 km/h. À 72 km de l'arrivée, les deux échappés ne comptent plus que 10 minutes d'avance. Au sommet de la Madonna del Ghisallo, Cataldo passe en tête. Dans la montée de Sormano, Simon Yates place une accélération, immédiatement suivi par Mikel Landa, Richard Carapaz et Vincenzo Nibali, les autres revenant au train. Simon Yates accélère une deuxième fois avant d'être repris. Miguel Ángel López attaque à son tour, passant à 4 minutes 15 de la tête mais est lui aussi repris. Mattia Cattaneo passe en tête au sommet, devant son compagnon d'échappée. Dans la descente, des équipiers des favoris font leur retour. C'est toujours Bahrain-Merida qui roule mais l'écart sur les hommes de tête est de plus de 4 minutes. Primož Roglič connaît un problème mécanique et prend le vélo d'un coéquipier, il doit batailler pour revenir dans le peloton mais réussit à revenir lors de la dernière montée.
Dans l'ascension du Civiglio, Hugh Carthy attaque, suivi par Simon Yates. L'équipe Movistar n'a plus d'équipiers pour rouler, ce qui profite à Vincenzo Nibali qui attaque, immédiatement poursuivi par Richard Carapaz alors que Primož Roglič ne peut suivre. Vincenzo Nibali accélère à nouveau, suivi par Carapaz, Carthy et Yates. Le duo de tête passe au sommet avec 1 minute d'avance sur le quatuor qui a 15 secondes d'avance sur le groupe Roglič. Dans la descente, Nibali prend tous les risques et creuse un petit écart sur Carapaz. Primož Roglič fait aussi l'effort pour revenir mais il chute et perd du temps. Le duo de tête ne compte plus que 30 secondes d'avance à 3 km de l'arrivée et les quatre poursuivants sont de nouveau ensemble. Sous la flamme rouge du dernier kilomètre, l'écart n'est plus que de 20 secondes, suffisant pour que le duo de tête se dispute la victoire. Mattia Cattaneo est dans la roue de Dario Cataldo mais ne réussit pas à le déborder et Cataldo s'impose devant son compatriote. Simon Yates prend la troisième place en réglant le groupe Carapaz à 12 secondes et Roglič en termine à 52 secondes. Richard Carapaz conforte son maillot rose de leader avant la journée de repos.

## Résultats

### Classement de l'étape
| \| Classement de l'étape \| Classement de l'étape \| Classement de l'étape \| Classement de l'étape \| Classement de l'étape \| \| Coureur \| Coureur \| Pays \| Équipe \| Temps \| \| --------------------- \| --------------------- \| --------------------- \| --------------------------- \| --------------------- \| \| 1er \| Dario Cataldo \| Italie \| Astana \| 5 h 48 min 15 s \| \| 2e \| Mattia Cattaneo \| Italie \| Androni Giocattoli-Sidermec \| + 0 s \| \| 3e \| Simon Yates \| Royaume-Uni \| Mitchelton-Scott \| + 11 s \| \| 4e \| Hugh Carthy \| Royaume-Uni \| EF Education First \| + 11 s \| \| 5e \| Richard Carapaz \| Équateur \| Movistar Team \| + 11 s \| \| 6e \| Vincenzo Nibali \| Italie \| Bahrain-Merida \| + 11 s \| \| 7e \| Miguel Ángel López \| Colombie \| Astana \| + 36 s \| \| 8e \| Rafał Majka \| Pologne \| Bora-Hansgrohe \| + 36 s \| \| 9e \| Domenico Pozzovivo \| Italie \| Bahrain-Merida \| + 36 s \| \| 10e \| Mikel Landa \| Espagne \| Movistar Team \| + 36 s \| |                    |             |                             |                 |
| |                    |             |                             |                 |
| Source : ProCyclingStats |                    |             |                             |                 |
| Classement de l'étape |                    |             |                             |                 |
| Coureur | Coureur            | Pays        | Équipe                      | Temps           |
| 1er | Dario Cataldo      | Italie      | Astana                      | 5 h 48 min 15 s |
| 2e | Mattia Cattaneo    | Italie      | Androni Giocattoli-Sidermec | + 0 s           |
| 3e | Simon Yates        | Royaume-Uni | Mitchelton-Scott            | + 11 s          |
| 4e | Hugh Carthy        | Royaume-Uni | EF Education First          | + 11 s          |
| 5e | Richard Carapaz    | Équateur    | Movistar Team               | + 11 s          |
| 6e | Vincenzo Nibali    | Italie      | Bahrain-Merida              | + 11 s          |
| 7e | Miguel Ángel López | Colombie    | Astana                      | + 36 s          |
| 8e | Rafał Majka        | Pologne     | Bora-Hansgrohe              | + 36 s          |
| 9e | Domenico Pozzovivo | Italie      | Bahrain-Merida              | + 36 s          |
| 10e | Mikel Landa        | Espagne     | Movistar Team               | + 36 s          |

## Classements à l'issue de l'étape

### Classement général
| \| Classement général \| Classement général \| Classement général \| Classement général \| Classement général \| \| Coureur \| Coureur \| Pays \| Équipe \| Temps \| \| ------------------ \| ------------------ \| ------------------ \| ------------------ \| ------------------ \| \| 1er \| Richard Carapaz \| Équateur \| Movistar Team \| 64 h 24 min 00 s \| \| 2e \| Primož Roglič \| Slovénie \| Team Jumbo-Visma \| + 47 s \| \| 3e \| Vincenzo Nibali \| Italie \| Bahrain-Merida \| + 1 min 47 s \| \| 4e \| Rafał Majka \| Pologne \| Bora-Hansgrohe \| + 2 min 35 s \| \| 5e \| Mikel Landa \| Espagne \| Movistar Team \| + 3 min 15 s \| \| 6e \| Bauke Mollema \| Pays-Bas \| Trek-Segafredo \| + 3 min 38 s \| \| 7e \| Jan Polanc \| Slovénie \| UAE Team Emirates \| + 4 min 12 s \| \| 8e \| Simon Yates \| Royaume-Uni \| Mitchelton-Scott \| + 5 min 24 s \| \| 9e \| Pavel Sivakov \| Russie \| Team Ineos \| + 5 min 48 s \| \| 10e \| Miguel Ángel López \| Colombie \| Astana \| + 5 min 55 s \| |                    |             |                   |                  |
| |                    |             |                   |                  |
| Source : ProCyclingStats |                    |             |                   |                  |
| Classement général |                    |             |                   |                  |
| Coureur | Coureur            | Pays        | Équipe            | Temps            |
| 1er | Richard Carapaz    | Équateur    | Movistar Team     | 64 h 24 min 00 s |
| 2e | Primož Roglič      | Slovénie    | Team Jumbo-Visma  | + 47 s           |
| 3e | Vincenzo Nibali    | Italie      | Bahrain-Merida    | + 1 min 47 s     |
| 4e | Rafał Majka        | Pologne     | Bora-Hansgrohe    | + 2 min 35 s     |
| 5e | Mikel Landa        | Espagne     | Movistar Team     | + 3 min 15 s     |
| 6e | Bauke Mollema      | Pays-Bas    | Trek-Segafredo    | + 3 min 38 s     |
| 7e | Jan Polanc         | Slovénie    | UAE Team Emirates | + 4 min 12 s     |
| 8e | Simon Yates        | Royaume-Uni | Mitchelton-Scott  | + 5 min 24 s     |
| 9e | Pavel Sivakov      | Russie      | Team Ineos        | + 5 min 48 s     |
| 10e | Miguel Ángel López | Colombie    | Astana            | + 5 min 55 s     |

| Classement par points | Classement par points | Classement par points | Classement par points       | Classement par points |
| Coureur               | Coureur               | Pays                  | Équipe                      | Points                |
| --------------------- | --------------------- | --------------------- | --------------------------- | --------------------- |
| 1er                   | Arnaud Démare         | France                | Groupama-FDJ                | 200 pts               |
| 2e                    | Pascal Ackermann      | Allemagne             | Bora-Hansgrohe              | 187 pts               |
| 3e                    | Richard Carapaz       | Équateur              | Movistar Team               | 78 pts                |
| 4e                    | Davide Cimolai        | Italie                | Israel Cycling Academy      | 50 pts                |
| 5e                    | Primož Roglič         | Slovénie              | Team Jumbo-Visma            | 49 pts                |
| 6e                    | Damiano Cima          | Italie                | Nippo-Vini Fantini-Faizanè  | 46 pts                |
| 7e                    | Fausto Masnada        | Italie                | Androni Giocattoli-Sidermec | 45 pts                |
| 8e                    | José Joaquín Rojas    | Espagne               | Movistar Team               | 44 pts                |
| 9e                    | Simon Yates           | Royaume-Uni           | Mitchelton-Scott            | 44 pts                |
| 10e                   | Rüdiger Selig         | Allemagne             | Bora-Hansgrohe              | 41 pts                |

| Classement par points | Classement par points | Classement par points | Classement par points       | Classement par points |
| Coureur               | Coureur               | Pays                  | Équipe                      | Points                |
| --------------------- | --------------------- | --------------------- | --------------------------- | --------------------- |
| 1er                   | Arnaud Démare         | France                | Groupama-FDJ                | 200 pts               |
| 2e                    | Pascal Ackermann      | Allemagne             | Bora-Hansgrohe              | 187 pts               |
| 3e                    | Richard Carapaz       | Équateur              | Movistar Team               | 78 pts                |
| 4e                    | Davide Cimolai        | Italie                | Israel Cycling Academy      | 50 pts                |
| 5e                    | Primož Roglič         | Slovénie              | Team Jumbo-Visma            | 49 pts                |
| 6e                    | Damiano Cima          | Italie                | Nippo-Vini Fantini-Faizanè  | 46 pts                |
| 7e                    | Fausto Masnada        | Italie                | Androni Giocattoli-Sidermec | 45 pts                |
| 8e                    | José Joaquín Rojas    | Espagne               | Movistar Team               | 44 pts                |
| 9e                    | Simon Yates           | Royaume-Uni           | Mitchelton-Scott            | 44 pts                |
| 10e                   | Rüdiger Selig         | Allemagne             | Bora-Hansgrohe              | 41 pts                |

| Classement de la montagne | Classement de la montagne | Classement de la montagne | Classement de la montagne   | Classement de la montagne |
| Coureur                   | Coureur                   | Pays                      | Équipe                      | Points                    |
| ------------------------- | ------------------------- | ------------------------- | --------------------------- | ------------------------- |
| 1er                       | Giulio Ciccone            | Italie                    | Trek-Segafredo              | 171 pts                   |
| 2e                        | Richard Carapaz           | Équateur                  | Movistar Team               | 66 pts                    |
| 3e                        | Mattia Cattaneo           | Italie                    | Androni Giocattoli-Sidermec | 43 pts                    |
| 4e                        | Ilnur Zakarin             | Russie                    | Katusha-Alpecin             | 42 pts                    |
| 5e                        | Gianluca Brambilla        | Italie                    | Trek-Segafredo              | 40 pts                    |
| 6e                        | Dario Cataldo             | Italie                    | Astana                      | 39 pts                    |
| 7e                        | Fausto Masnada            | Italie                    | Androni Giocattoli-Sidermec | 35 pts                    |
| 8e                        | Damiano Caruso            | Italie                    | Bahrain-Merida              | 35 pts                    |
| 9e                        | Primož Roglič             | Slovénie                  | Team Jumbo-Visma            | 30 pts                    |
| 10e                       | Iván Sosa                 | Colombie                  | Team Ineos                  | 30 pts                    |

| Classement de la montagne | Classement de la montagne | Classement de la montagne | Classement de la montagne   | Classement de la montagne |
| Coureur                   | Coureur                   | Pays                      | Équipe                      | Points                    |
| ------------------------- | ------------------------- | ------------------------- | --------------------------- | ------------------------- |
| 1er                       | Giulio Ciccone            | Italie                    | Trek-Segafredo              | 171 pts                   |
| 2e                        | Richard Carapaz           | Équateur                  | Movistar Team               | 66 pts                    |
| 3e                        | Mattia Cattaneo           | Italie                    | Androni Giocattoli-Sidermec | 43 pts                    |
| 4e                        | Ilnur Zakarin             | Russie                    | Katusha-Alpecin             | 42 pts                    |
| 5e                        | Gianluca Brambilla        | Italie                    | Trek-Segafredo              | 40 pts                    |
| 6e                        | Dario Cataldo             | Italie                    | Astana                      | 39 pts                    |
| 7e                        | Fausto Masnada            | Italie                    | Androni Giocattoli-Sidermec | 35 pts                    |
| 8e                        | Damiano Caruso            | Italie                    | Bahrain-Merida              | 35 pts                    |
| 9e                        | Primož Roglič             | Slovénie                  | Team Jumbo-Visma            | 30 pts                    |
| 10e                       | Iván Sosa                 | Colombie                  | Team Ineos                  | 30 pts                    |

| Classement du meilleur jeune | Classement du meilleur jeune | Classement du meilleur jeune | Classement du meilleur jeune | Classement du meilleur jeune |
| Coureur                      | Coureur                      | Pays                         | Équipe                       | Temps                        |
| ---------------------------- | ---------------------------- | ---------------------------- | ---------------------------- | ---------------------------- |
| 1er                          | Pavel Sivakov                | Russie                       | Team Ineos                   | 64 h 29 min 48 s             |
| 2e                           | Miguel Ángel López           | Colombie                     | Astana                       | + 7 s                        |
| 3e                           | Valentin Madouas             | France                       | Groupama-FDJ                 | + 8 min 39 s                 |
| 4e                           | Hugh Carthy                  | Royaume-Uni                  | EF Education First           | + 8 min 50 s                 |
| 5e                           | Giulio Ciccone               | Italie                       | Trek-Segafredo               | + 19 min 49 s                |
| 6e                           | Eddie Dunbar                 | Irlande                      | Team Ineos                   | + 20 min 57 s                |
| 7e                           | Ben O'Connor                 | Australie                    | Dimension Data               | + 41 min 16 s                |
| 8e                           | Lucas Hamilton               | Australie                    | Mitchelton-Scott             | + 54 min 32 s                |
| 9e                           | Chris Hamilton               | Australie                    | Team Sunweb                  | + 56 min 41 s                |
| 10e                          | Iván Sosa                    | Colombie                     | Team Ineos                   | + 1 min 04 s                 |

| Classement du meilleur jeune | Classement du meilleur jeune | Classement du meilleur jeune | Classement du meilleur jeune | Classement du meilleur jeune |
| Coureur                      | Coureur                      | Pays                         | Équipe                       | Temps                        |
| ---------------------------- | ---------------------------- | ---------------------------- | ---------------------------- | ---------------------------- |
| 1er                          | Pavel Sivakov                | Russie                       | Team Ineos                   | 64 h 29 min 48 s             |
| 2e                           | Miguel Ángel López           | Colombie                     | Astana                       | + 7 s                        |
| 3e                           | Valentin Madouas             | France                       | Groupama-FDJ                 | + 8 min 39 s                 |
| 4e                           | Hugh Carthy                  | Royaume-Uni                  | EF Education First           | + 8 min 50 s                 |
| 5e                           | Giulio Ciccone               | Italie                       | Trek-Segafredo               | + 19 min 49 s                |
| 6e                           | Eddie Dunbar                 | Irlande                      | Team Ineos                   | + 20 min 57 s                |
| 7e                           | Ben O'Connor                 | Australie                    | Dimension Data               | + 41 min 16 s                |
| 8e                           | Lucas Hamilton               | Australie                    | Mitchelton-Scott             | + 54 min 32 s                |
| 9e                           | Chris Hamilton               | Australie                    | Team Sunweb                  | + 56 min 41 s                |
| 10e                          | Iván Sosa                    | Colombie                     | Team Ineos                   | + 1 min 04 s                 |

| Classement par équipes | Classement par équipes      | Classement par équipes | Classement par équipes |
| Équipe                 | Équipe                      | Pays                   | Temps                  |
| ---------------------- | --------------------------- | ---------------------- | ---------------------- |
| 1re                    | Movistar Team               | Espagne                | 193 h 29 min 48 s      |
| 2e                     | Astana                      | Kazakhstan             | + 26 min 31 s          |
| 3e                     | Ineos                       | Royaume-Uni            | + 30 min 16 s          |
| 4e                     | Bahrain-Merida              | Bahreïn                | + 30 min 56 s          |
| 5e                     | EF Education First          | États-Unis             | + 36 min 57 s          |
| 6e                     | Mitchelton-Scott            | Australie              | + 54 min 33 s          |
| 7e                     | Bora-hansgrohe              | Allemagne              | + 56 min 34 s          |
| 8e                     | Androni Giocattoli-Sidermec | Italie                 | + 1 h 09 min 32 s      |
| 9e                     | Trek-Segafredo              | États-Unis             | + 1 h 10 min 22 s      |
| 10e                    | AG2R La Mondiale            | France                 | + 1 h 16 min 38 s      |

| Classement par équipes | Classement par équipes      | Classement par équipes | Classement par équipes |
| Équipe                 | Équipe                      | Pays                   | Temps                  |
| ---------------------- | --------------------------- | ---------------------- | ---------------------- |
| 1re                    | Movistar Team               | Espagne                | 193 h 29 min 48 s      |
| 2e                     | Astana                      | Kazakhstan             | + 26 min 31 s          |
| 3e                     | Ineos                       | Royaume-Uni            | + 30 min 16 s          |
| 4e                     | Bahrain-Merida              | Bahreïn                | + 30 min 56 s          |
| 5e                     | EF Education First          | États-Unis             | + 36 min 57 s          |
| 6e                     | Mitchelton-Scott            | Australie              | + 54 min 33 s          |
| 7e                     | Bora-hansgrohe              | Allemagne              | + 56 min 34 s          |
| 8e                     | Androni Giocattoli-Sidermec | Italie                 | + 1 h 09 min 32 s      |
| 9e                     | Trek-Segafredo              | États-Unis             | + 1 h 10 min 22 s      |
| 10e                    | AG2R La Mondiale            | France                 | + 1 h 16 min 38 s      |

## Abandons
- Jasper De Buyst (Lotto-Soudal) : abandon